# Дубшари
Дубша́ри — село Калуського району Івано-Франківської області. Входить до складу Дубівської сільської громади.

## Історія
Церква Введення Пресвятої Богородиці села Дубшари вперше згадується у реєстрі духовенства, церков і монастирів Львівської єпархії 1708 року.
У 1939 році в селі проживало 325 мешканців (315 українців, 5 поляків, 5 євреїв).

## Населення

### Мова
Розподіл населення за рідною мовою за даними перепису 2001 року:
| Мова       | Кількість | Відсоток |
| ---------- | --------- | -------- |
| українська | 150       | 98.04%   |
| російська  | 2         | 1.31%    |
| білоруська | 1         | 0.65%    |
| Усього     | 153       | 100%     |

## Цікаві факти
Дубшар означає писар аккадською мовою. Дубсар також перекладається як писар шумерською мовою — звідси місто Дубоссари в Молдові, що також лежить на Дністрі. Такі збіги можуть вказувати на сліди впливу Межиріччя на цей регіон у минулому.
За південною околицею села розташований водоспад Дубшарський (4 м).